# Streekplan
Een streekplan was tot de invoering van de nieuwe Wet ruimtelijke ordening in 2008, een document dat in Nederland beschreef wat er met de ruimte in (een deel van) een provincie mocht gebeuren. Zo stond er in het streekplan onder meer waar steden en dorpen konden groeien en waar ruimte was voor landbouw, natuur en recreatie. 

## Betekenis van streekplannen
Provincies waren niet geheel vrij de beschikbare ruimte in te vullen. Streekplannen moesten passen binnen de plannen die het rijk maakte voor Nederland. Net zoals de plannen van de gemeenten - bestemmingsplannen - moesten stroken met de provinciale streekplannen.
Bij de ruimtelijke inrichting van Nederland speelden volgens de oude Wet op de Ruimtelijke Ordening verschillende overheden een rol: 
1. De landelijke overheid stelde zogenaamde planologische kernbeslissingen (pkb's). Daarin stonden globaal de uitgangspunten voor de verdeling van ruimte in Nederland.
2. Aan de hand van de pkb's stelden provincies streekplannen op. In een streekplan stond al iets nauwkeuriger waar steden en dorpen konden uitbreiden.
3. Aan de hand van de streekplannen stelden gemeenten ten slotte bestemmingsplannen op waarin de ruimte nauwkeurig werd ingevuld. Het bestemmingsplan bestaat in de nieuwe Wet ruimtelijke ordening nog steeds, maar kent andere eisen.

### Opstellen van het streekplan
Gedeputeerde Staten, het dagelijks bestuur van een provincie, stelden een streekplan op. De gedeputeerde staten vroegen advies aan de provinciale planologische commissie. Daarna stelden de gedeputeerde staten voor één of meer delen van de provincie, of voor de gehele provincie een streekplan op. Elke tien jaar moest het streekplan worden herzien en elke vier jaar geëvalueerd.
Het streekplan lag ter inzage bij de provinciale griffie en de secretarie van die gemeenten waar het streekplan betrekking op had.
Steeds meer provincies kozen (in 2003) voor een integratie van het beleid op het gebied van ruimtelijke ordening met milieu-, waterhuishouding-, verkeer- en vervoersbeleid. Zo smeedde Drenthe enkele provinciale plannen, waaronder het streekplan, samen tot het provinciaal omgevingsplan, Flevoland ontwierp het Omgevingsplan Flevoland en Limburg maakte het Provinciaal Ontwikkelingsplan Limburg.
In 2008 is een herziening van de Wet ruimtelijke ordening (Wro) in werking getreden. Met deze herziening is het Streekplan als planvorm verdwenen. Daarvoor in plaats kunnen provincies onder andere structuurvisies maken. Deze visies geven, net als het Streekplan, het beleid van de provincie aan.